# Complexo Desportivo Adega
Le complexe sportif Adega  (en portugais : Complexo Desportivo Adega) est situé dans le quartier Achada Grande Tras de Praia au Cap-Vert,.

## Description
Le complexe sportif Adega se trouve à l'est de l'île de Santiago, à seulement 1 kilomètre au nord du port de Praia, le plus actif du pays.
Le complexe est relié à la rocade circulaire qui est reliée aux routes EN1-ST01 vers Assomada et EN1-ST05 menant à Cidade Velha. 
Le complexe sportif Adega est utilisé principalement pour les matchs de football et les compétitions d'athlétisme.
Le complexe mesure 100 mètres de long et 64 mètres de large. 
Plusieurs clubs sportifs évoluant au niveau régional y sont basés.
Des compétitions sportives ont lieu au complexe, les championnats sportifs de la zone sud de Santiago ont lieu chaque saison.

## Utilisations
Les clubs résidents sont Boavista Futebol Clube, Sporting Clube da Praia et le Clube Desportivo Travadores.